# General Magic
La General Magic è stata un'azienda americana di software ed elettronica fondata da Bill Atkinson, Andy Hertzfeld e Marc Porat. Nata a Mountain View, la compagnia ha creato quelli che oggi sono i precursori dell' "USB, modem software, piccoli touch screen, controller touchscreen Ics, ASICs, email multimediali, giochi online, streaming televisivo e nozioni di e-commerce". Ha inoltre sviluppato il linguaggio di programmazione Telescript. Dopo aver annunciato la chiusura delle operazioni nel 2002, venne liquidata nel 2004 e molti dei loro brevetti vennero acquistati da Paul Allen.

## Storia

### Progetto Apple e spin-off (1989)
Il progetto originale iniziò nel 1989 sotto la Apple Computer quando Marc Porat riuscì a convincere il CEO della Apple di quegli anni, John Sculley, che la futura generazione dei computer richiedeva una collaborazione tra aziende produttrici di personal computer, compagnie telefoniche e di telecomunicazioni e società di elettronica di consumo. Il progetto, conosciuto come "Paradigm", venne portato avanti per un breve periodo con Apple la quale però non si dimostrò molto interessata; ciò portò il progetto a non avere risorse. Fu così che i membri del team proposero a Sculley la creazione di una società spin-off facendo nascere nel maggio del 1990 la General Magic. La società venne fondata da Bill Atkinson, Andy Hertzfeld e Marc Porat a Mountain View. La Apple "acquistò" solo una piccola quota dell'azienda garantendo a Sculley un posto nel consiglio d'amministrazione.
Porat, Hertzfeld e Atkinson vennero poi raggiunti alla General Magic da Susan Kare e molti membri del team dell'Apple Mac 7 tra i quali Bruce Leak, Darin Adler e Phil Goldman.
Durante i primi anni '90, Joanna Hoffman fu vice-presidente dell'area marketing. Nel 1990 Porat scrisse la seguente lettera a Sculley: "Un piccolo computer, un telefono, un oggetto davvero personale . . . Dovrà essere bellissimo. Dovrà offrire la stessa soddisfazione personale che dà un gioiello. Avrà un tale valore da essere percepito anche quando non verrà usato... Una volta che lo userai non sarai più in grado di viverci senza.".

### I primi anni (1992-1993)
La società operò inizialmente in una quasi completa segretezza. Dal 1992 alcune delle più grandi aziende di elettronica del mondo, tra le quali Sony, Motorola, Matsushita, Philips e AT&T erano partner e investitori della General Magic, ciò creò una sorta di hype nell'industria dell'elettronica. Oltre a Sculley, anche il CEO della Motorola George Fisher, il presidente della Sony Norio Ogha e il presidente della AT&T Victor Pelse divennero membri del consiglio d'amministrazione.
Dal febbraio 1993 la società contava 100 dipendenti. L'8 febbraio 1993 il New York Times definì la General Magic come "la start-up più interessante della Silicon Valley.". Il giornale riportò la notizia che la società stava sviluppando una tecnologia software chiamata Telescript con l'intento di creare uno "standard per trasmettere messaggi da qualsiasi macchina calcolatrice, indipendentemente da chi la producesse". La società annunciò inoltre il software Magic Cap e un sistema operativo che garantiva la comunicazione. In un articolo intitolato "Here's Where Woodstock Meets Silicon Valley" (Qui è dove Woodstock incontra la Silicon Valley), del 27 febbraio 1993, il New York Times scrisse che la General Magic aveva l'appoggio della "Telegrafia e Telefonia Americana, Sony, Motorola, Philips e Matsushita.". Marc Porat rimase l'amministratore delegato della compagnia.
Dal 1994, "l'alleanza della General Magic" comprendeva altri 16 colossi globali delle telecomunicazioni e dell'industria elettronica, tra le quali, Cable & Wireless, France Telecom, NTT, Northern Telecom, Toshiba, Oki, Sanyo, Mitsubishi e Fujitsu. Ognuno dei cosiddetti "Partner Fondatori" investì fino a 6 milioni di dollari nella società e nominò un amministratore delegato al "Consiglio dei Partner Fondatori".
Dai primi anni del 1993 i prodotti della General Magic come Telescript furono costretti a competere con "l'assistente digitale personale" Newton, sviluppato dalla Apple. Telescript uscirà nel 1996 all'inizio del boom di internet.
Nel 1992-1993 quando Sculley è ancora direttore della General Magic, Apple entra nel mercato dell'elettronica di consumo con un progetto mal riuscito che divenne l'Apple Newton. Newton, ideato originariamente come un tablet senza possibilità di comunicazioni, si pose come concorrente dei prodotti della General Magic.
Nel 1994 la Sony lanciò il Sony Magic Link, venduto ad 800 dollari. AT&T lanciò il suo network PersonaLink per connettere i dispositivi Magic Link. PersonaLink era un network chiuso che non poteva connettersi ad internet e, per questo, nel 1996 venne spento definitivamente.

### IPO (1995)
La General Magic, nel febbraio 1995, decise di quotarsi alla NASDAQ, la borsa dei principali titoli tecnologici, attraverso un IPO. La società, grazie all'IPO, guadagnò circa 96 milioni di dollari e, poco più tardi, un totale di 200 milioni da sedici diversi investitori, raddoppiando così il proprio valore.

### Portico
Nel 1996 Steve Markman venne assunto per dirigere la General Magic. Markman a sua volta assunse Kevin Surace per creare un nuovo gruppo che si occupasse di telefonia. Questo nuovo team di 60-70 persone venne messo insieme per creare un assistente vocale personale che avrebbe dovuto avere delle interazioni il più simili possibile a quelle umane. Il primo servizio uscito fu Portico (nome in codice in fase di sviluppo: Serengeti), e l'interfaccia venne chiamata Mary in "onore" di Mary Mc-Donald Lewis che diede la propria voce a Portico e alla successiva versione, OnStar.